# Swetlana Jewgenjewna Sawizkaja
Swetlana Jewgenjewna Sawizkaja (russisch Светлана Евгеньевна Савицкая, wissenschaftliche Transliteration Svetlana Evgen'evna Savickaja; * 8. August 1948 in Moskau) ist eine ehemalige sowjetische Testpilotin und Kosmonautin. Sie war nach Walentina Tereschkowa die zweite Frau im All und die erste, die einen Weltraumausstieg unternahm. Zwischen 1974 und 1981 stellte sie zudem mehrere vom internationalen Luftsportverband FAI anerkannte Weltrekorde als Pilotin auf.

## Ausbildung
Swetlana Sawizkaja wurde in einer privilegierten Familie geboren. Ihr Vater Jewgeni Sawizki war im Zweiten Weltkrieg ein hochdekorierter Jagdflieger, der es später bis zum stellvertretenden Oberkommandierenden der sowjetischen Luftverteidigung brachte.
Ohne Wissen ihrer Eltern begann Sawizkaja im Alter von 16 Jahren mit dem Fallschirmspringen. Als ihr Vater davon erfuhr, förderte er diese Neigung weiter. An ihrem siebzehnten Geburtstag hatte sie bereits 450 Fallschirmsprünge aufzuweisen. Im Laufe des nächsten Jahres führte sie zwei Rekord-Stratosphärensprünge aus 14.250 m beziehungsweise 13.800 m Höhe durch.
Nach ihrem Schulabschluss 1966 schrieb sie sich in das Moskauer Staatliche Luftfahrtinstitut (MAI) ein, wo sie auch Flugstunden nahm; 1971 erwarb sie die Lizenz als Fluglehrerin. Nach ihrem Abschluss am MAI ging sie 1972 zur Ausbildung als Testpilotin an die Michail-Gromow-Hochschule für Flugforschung (LII) in Schukowski. Diesen Abschluss erreichte sie 1976. 
Von Mai 1978 bis Juni 1981 arbeitete sie beim Flugzeughersteller Jakowlew als Testpilotin.
Seit 1969 war sie Mitglied in der sowjetischen Nationalmannschaft für Kunstflug. Im Juli 1970 wurde sie im britischen Hullavington mit einer Jakowlew Jak-18 überraschend Weltmeisterin im Kunstflug. Bei den Weltmeisterschaften 1972 in Salon wurde sie Dritte, 1976 in Kiew mit einer Jakowlew Jak-50 Fünfte. 1977 verließ sie die Kunstflug-Nationalmannschaft.

## Raumfahrttätigkeit

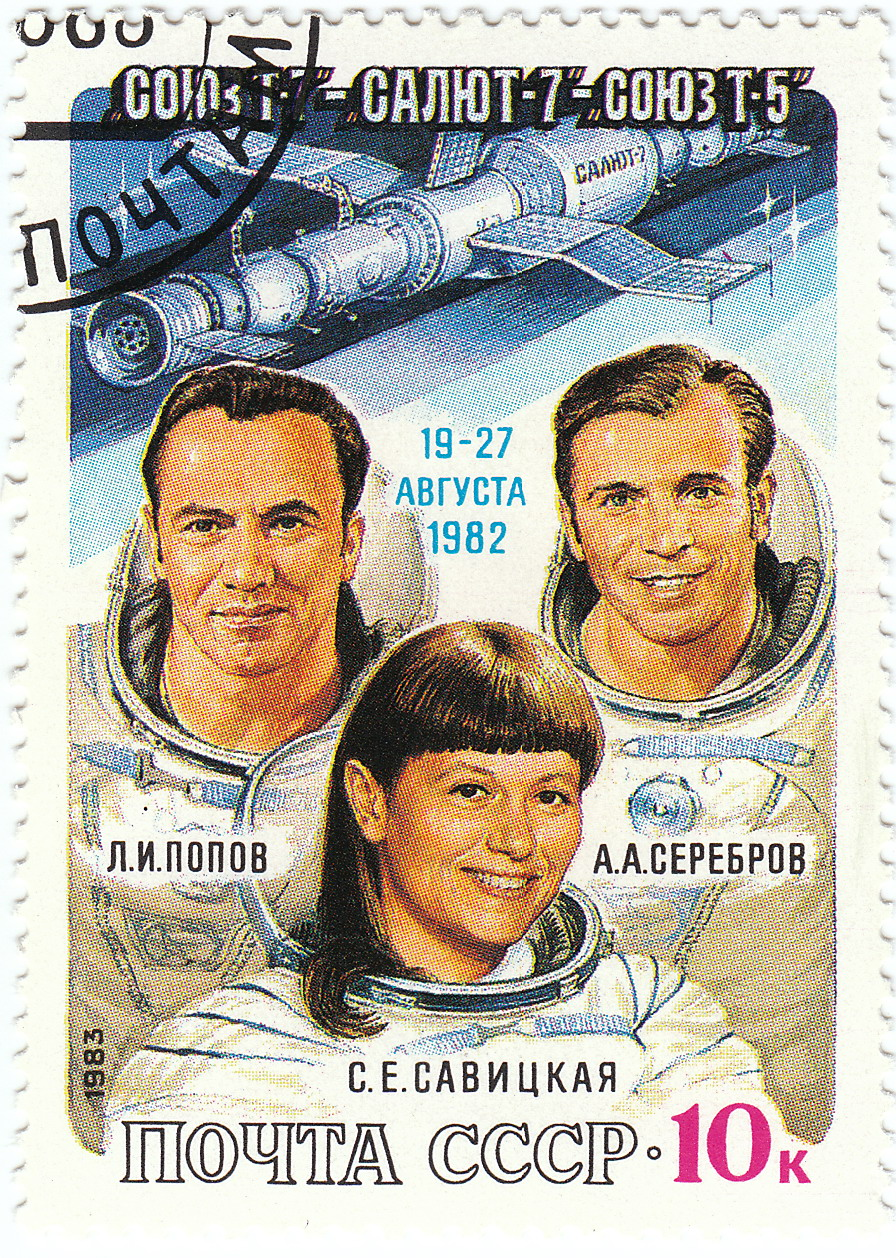
Briefmarke zur Mission Saljut 7 EP-2

Ab 1979 nahm Sawizkaja am Auswahlverfahren für die zweite Gruppe von weiblichen Kosmonauten teil. Am 30. Juni 1980 wurde sie offiziell in die Kosmonautengruppe aufgenommen. Ihr Examen bestand sie am 24. Februar 1982.

### Erster Flug: Sojus T-7/T-5
Ab Dezember 1981 bereitete sich Sawizkaja auf ihren ersten Raumflug vor, einem Kurzzeitflug zur Raumstation Saljut 7, bei dem das Raumschiff der Langzeitbesatzung Saljut 7 EO-1 ausgetauscht werden sollte. Kommandant dieser Mission war Leonid Popow mit seinem dritten Flug, als Bordingenieur war Alexander Serebrow nominiert, der wie Sawizkaja Weltraumneuling war.
Der Start von Sojus T-7 erfolgte am 19. August 1982. Damit wurde Sawizkaja die zweite Frau im All, 19 Jahre nach Walentina Tereschkowa. Die drei Kosmonauten koppelten am Folgetag an die Raumstation an und wurden dort von Anatoli Beresowoi und Walentin Lebedew begrüßt. Das war das erste Mal, dass eine Raumstation eine gemischtgeschlechtliche Besatzung hatte. Sawizkaja bekam das Orbitalmodul von Sojus T-7 als Privatbereich zugewiesen, schlief aber ebenso wie die Männer in der Raumstation. Am 27. August 1982 kehrten Popow, Sawizkaja und Serebrow in Sojus T-5 zur Erde zurück.

### Zweiter Flug: Sojus T-12

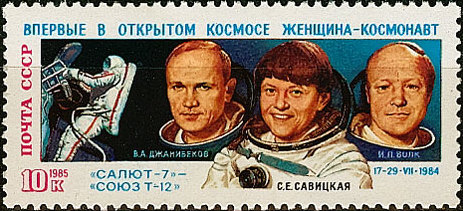
Briefmarke zur Saljut-7/Sojus-T-12-Mission

Im Mai 1983 wechselte Sawizkaja zu NPO Energija. Im Dezember 1983 wurde sie zu ihrem zweiten Flug eingeteilt. Wieder sollte es eine Kurzzeitmission zu Saljut 7 werden, dieses Mal mussten dringend benötigte Werkzeuge zur Station gebracht werden, damit die dritte Langzeitbesatzung Saljut 7 EO-3 eine Treibstoffleitung reparieren konnte.
Am 17. Juli 1984 startete Sawizkaja zusammen mit Kommandant Wladimir Dschanibekow und Forschungskosmonaut Igor Wolk an Bord von Sojus T-12. In der Raumstation trafen sie auf Leonid Kisim, Wladimir Solowjow und Oleg Atkow. Am 25. Juli 1984 führte Sawizkaja den ersten Weltraumausstieg einer Frau durch. Zusammen mit Dschanibekow testete sie neue Werkzeuge und Verfahren zum Beschichten, Schneiden  und Schweißen von Materialien unter Weltraumbedingungen.
Die Rückkehr zur Erde erfolgte am 29. Juli 1984.

### Möglicher dritter Raumflug
Ab Dezember 1984 bereitete sich Sawizkaja auf einen weiteren Raumflug vor, der unter ihrem Kommando nur aus Frauen bestehen sollte. Als weitere Besatzungsmitglieder waren dabei die Ärztin Jelena Dobrokwaschina und die Ingenieurin Jekaterina Iwanowna im Gespräch. 
Im Februar 1985 ging jedoch der Funkkontakt zu Saljut 7 verloren und die Raumstation konnte nur durch eine aufwändige Aktion im Sommer 1985 gerettet werden (Mission Saljut 7 EO-4). Als die nächste Mission im November 1985 wegen Erkrankung des Kommandanten Wasjutin abgebrochen werden musste, wurde auch der Frauenflug endgültig gestrichen. Zudem hatte das Problem bestanden, dass nach zwei erfolglosen Flügen im Jahr 1983 (Sojus T-8 und Sojus T-10-1) nicht genügend Sojus-Raumschiffe zur Verfügung standen.
Später wäre es möglich gewesen, mit einem Raumschiff Sojus-TM zur neuen Raumstation Mir zu fliegen. Dieser Plan wurde aber aufgrund von Sawizkajas Schwangerschaft 1986 nicht weiter verfolgt.

## Nachfolgende Tätigkeiten
Im Februar 1986 schloss Sawizkaja ein Studium der technischen Wissenschaften an der Moskauer Staatlichen Technischen Universität Bauman ab.
Am 27. Oktober 1993 schied Sawizkaja aus dem Kosmonautenkorps aus und wurde stellvertretende Bereichsleiterin bei NPO Energija.
1994/95 arbeitete sie als Assistenz-Professorin im Bereich Wirtschaft und Investition am Moskauer Staatlichen Luftfahrtinstitut.
Ab März 1989 war Sawizkaja Abgeordnete im Obersten Sowjet der UdSSR. Nach dem Zerfall der Sowjetunion kandidierte sie 1993 erfolglos bei den ersten Wahlen der russischen Duma. Bei den nächsten Wahlen 1995 konnte sie sich jedoch durchsetzen und war Abgeordnete der Staatsduma bis 2019. Sie hat bei 47 Gesetzentwürfen und -änderungen mitgewirkt. Sie trat für die Kommunistische Partei der Russischen Föderation an.

## FAI-Weltrekorde
Swetlana Sawizkaja stellte folgende Frauen-Weltrekorde auf, die offiziell vom internationalen Weltluftsportverband FAI anerkannt wurden. Insgesamt brach Swetlana Sawizkaja 17 Weltrekorde, davon 3 mit dem Fallschirm.
| Datum             | Flugzeug        | Klasse                        | Disziplin                                | Ergebnis     | Rekord gebrochen |
| ----------------- | --------------- | ----------------------------- | ---------------------------------------- | ------------ | ---------------- |
| 6. Juni 1974      | MiG E-33        | Turbo-Jet                     | Steigflug auf 6000 m                     | 1:20,4 min   | –                |
| 6. Juni 1974      | MiG E-33        | Turbo-Jet                     | Steigflug auf 9000 m                     | 1:46,7 min   | –                |
| 7. Juni 1974      | MiG E-33        | Turbo-Jet                     | Steigflug auf 12.000 m                   | 2:35,1 min   | –                |
| 7. Juni 1974      | MiG E-33        | Turbo-Jet                     | Steigflug auf 3000 m                     | 0:59,1 min   | –                |
| 15. November 1974 | MiG E-66B       | Raketenflugzeug               | Steigflug auf 12.000 m                   | 1:59,3 min   | –                |
| 15. November 1974 | MiG E-66B       | Raketenflugzeug               | Steigflug auf 3000 m                     | 0:41,2 min   | –                |
| 15. November 1974 | MiG E-66B       | Raketenflugzeug               | Steigflug auf 9000 m                     | 1:21 min     | –                |
| 2. Juni 1975      | MiG-25 (Je-266) | Turbo-Jet                     | Geschwindigkeit über 15/25 km            | 2683,45 km/h |                  |
| 31. August 1977   | MiG-25 (Je-266) | Turbo-Jet                     | Höhe in Horizontalflug                   | 21.209,9 m   | –                |
| 21. Oktober 1977  | MiG-25 (Je-266) | Turbo-Jet                     | Geschwindigkeit auf Rundkurs von 500 km  | 2466,31 km/h | –                |
| 12. April 1978    | MiG-25 (Je-266) | Turbo-Jet                     | Geschwindigkeit auf Rundkurs von 1000 km | 2333 km/h    | –                |
| 17. Januar 1979   | Jak-50          | Verbrennungsmotor             | Steigflug auf 3000 m                     | 4:21,4 min   | –                |
| 23. April 1981    | Jak-40K         | Turbo-Jet, Startmasse 16–20 t | Nutzlast auf 2000 m Höhe                 | 5012 kg      | –                |
| 24. April 1981    | Jak-40K         | Turbo-Jet, Startmasse 12–16 t | Nutzlast auf 2000 m Höhe                 | 4084 kg      | –                |

## Ehrungen
Sawizkaja ist die einzige Frau, die zweimal Held der Sowjetunion wurde (27. August 1982 und 29. Juli 1984). Außerdem ist sie zweifache Trägerin des Leninordens.
Die sowjetische Astronomin Ljudmyla Schurawlowa benannte je einen von ihr entdeckten Asteroiden nach Sawizkaja (4118) Sveta und deren Vater (4303) Savitskij.

## Privat
Swetlana Sawizkaja ist verheiratet und hat ein Kind. Im Jahr 1988 veröffentlichte sie ihre Memoiren Вчера и всегда („Gestern und immer“).

## Ehrungen
- Held der Sowjetunion (zweifach: 27. August 1982 und 29. Juli 1984)
- Leninorden (zweifach: 1982, 1984)
- Fliegerkosmonaut der Sowjetunion
- Der Asteroid des äußeren Hauptgürtels Asteroiden nach Sawizkaja (4118) Sveta und deren Vater (4303) Savitskij.

Sawizkaja war eine der fünf Kosmonauten, welche die Olympische Flagge zur Eröffnung der Olympischen Winterspiele 2014 in Sotschi trugen.